# Lista de antropônimos brasileiros de origem indígena
Esta é uma lista de nomes brasileiros de origem indígena. Nesta lista constam apenas nomes de acordo com a ortografia vigente. No uso diário, é comum encontrar nomes escritos em desacordo com a norma em vigor, como Moacyr ou Sarahyba.
Sobrenome De origem indígena está entre os mais comuns no Brasil.

## Prenomes

### Masculinos
- Ajuricaba
- Anhanguera
- Apoena
- Apuã
- Arachane
- Arariboia
- Cauã (variações fora da norma ortográfica: Kauan, Kauã)
- Caubi (variações fora da norma ortográfica: Cauby)
- Cauê (variações fora da norma ortográfica: Kauê)
- Darnok
- Iberê
- Itiberê
- Ubajara/Ibijara/Ubajara
- Jacir ou Jaci (variações fora da norma ortográfica: Jacy, Jacyr)
- Jamari
- Joraci (variações fora da norma ortográfica: Joracy)
- Jutaí (variações fora da norma ortográfica: Jutahy)
- Moacir ou Moaci (variações fora da norma ortográfica: Moacy, Moacyr)
- Murici (variações fora da norma ortográfica: Muricy)
- Peri (variações fora da norma ortográfica: Pery)
- Raoni (variações fora da norma ortográfica: Raony)
- Rudá
- Ubirajara
- Ubiratã (variações fora da norma ortográfica: Ubiratan)

### Femininos
- Araci (variações fora da norma ortográfica: Aracy)
- Bartira
- Guaraci (variações fora da norma ortográfica: Guaracy)
- Iara (variações fora da norma ortográfica: Yara)
- Inaiá
- Iracema
- Iraci
- Irani (variações fora da norma ortográfica: Irany)
- Jaci (variações fora da norma ortográfica: Jacy)
- Jacira
- Janaína
- Jandira ou Jandaíra
- Juçara (variações fora da norma ortográfica: Jussara)
- Jurema
- Maiara (variações fora da norma ortográfica: Mayara)
- Maíra (variações fora da norma ortográfica: Mayra)
- Mbicy (variações fora da norma ortográfica: M'bicy)
- Moema
- Paraguaçu
- Potira
- Tainá (variações fora da norma ortográfica: Tayná, Taynah, Thayná,  Thainá)

## Sobrenomes
- Acatauaçu
- Araripe
- Araruna
- Bocaiúva
- Butantã
- Caiapó
- Cairu
- Cambaúva
- Capanema
- Capiperibe
- Carijó
- Caiubi (Cayubi)
- Cotegipe
- Cotinguiba
- Emboaba
- Guabiraba
- Guanabara
- Guará
- Guarabira
- Guaraciaba
- Guaraná
- Imbaçaí (Imbassaí)
- Ipanema
- Ipiranga
- Jaguaribe
- Jaguariúna
- Jatobá
- Jucá
- Juruna
- Maranhão
- Oiticica
- Paiacã
- Paraguaçu
- Paraíba
- Paranaguá
- Pari
- Parnaíba
- Peroba
- Piragibe (nadadeira, ou rio dos peixes)
- Pirajá
- Piraçununga
- Piratininga
- Pitanga
- Pitangui
- Saraíba (Sarahyba)
- Suaçuna (Suassuna)
- Sucupira
- Tabajara
- Tamoio
- Taperebá
- Tibiriçá
- Tupinambá
- Waiãpi
- Xakriabá
- Jacy